# Пригорки (Белгородская область)
Пригорки — хутор в Прохоровском районе Белгородской области России. В составе Береговского сельского поселения.

## История
Хутор Малая Псинка основан в 1840-е года, как отселок села Псинка (ныне Ракитинка Пристенского района Курской области).
Основатели оставили за новым хутором название своего прежнего места жительства. Название было получено от протекающей недалеко речки Псинка, впадающей в Псел. Сама река стала так называться из-за своей мелководности и небольшиз размеров.
С началом становления Советской власти в хуторе был организован первый колхоз  «Пламя Искры»(1930-е года).
В годы Великой Отечественной войны Пригорки был стратегическим объектом из-за близости железнодорожной станции Ельниково. Немцы трижды занимали его. Только после 1943 года хутор был освобожден и началось его восстановление. 
1966 год - в хуторе построена начальная школа, всего было 3 класса.
29 января 1968 года Указом Президиума ВС РСФСР №745/3 «О переименовании некоторых населенных пунктов Белгородской области» населенный пункт хутор  Псинка переименован в хутор Пригорки. 
На территории хутора были образованы: МТФ, контора с бухгалтерией, свиноферма, магазин. 
В 1968 г. указом президиума ВС РСФСР хутор Псинка переименован в Пригорки. 

## Население
| 2002 | 2010 |
| ---- | ---- |
| 97   | ↗142 |